# Eupithecia malformata
Eupithecia malformata là một loài bướm đêm trong họ Geometridae.